# Kriegerdenkmal Andelsbuch

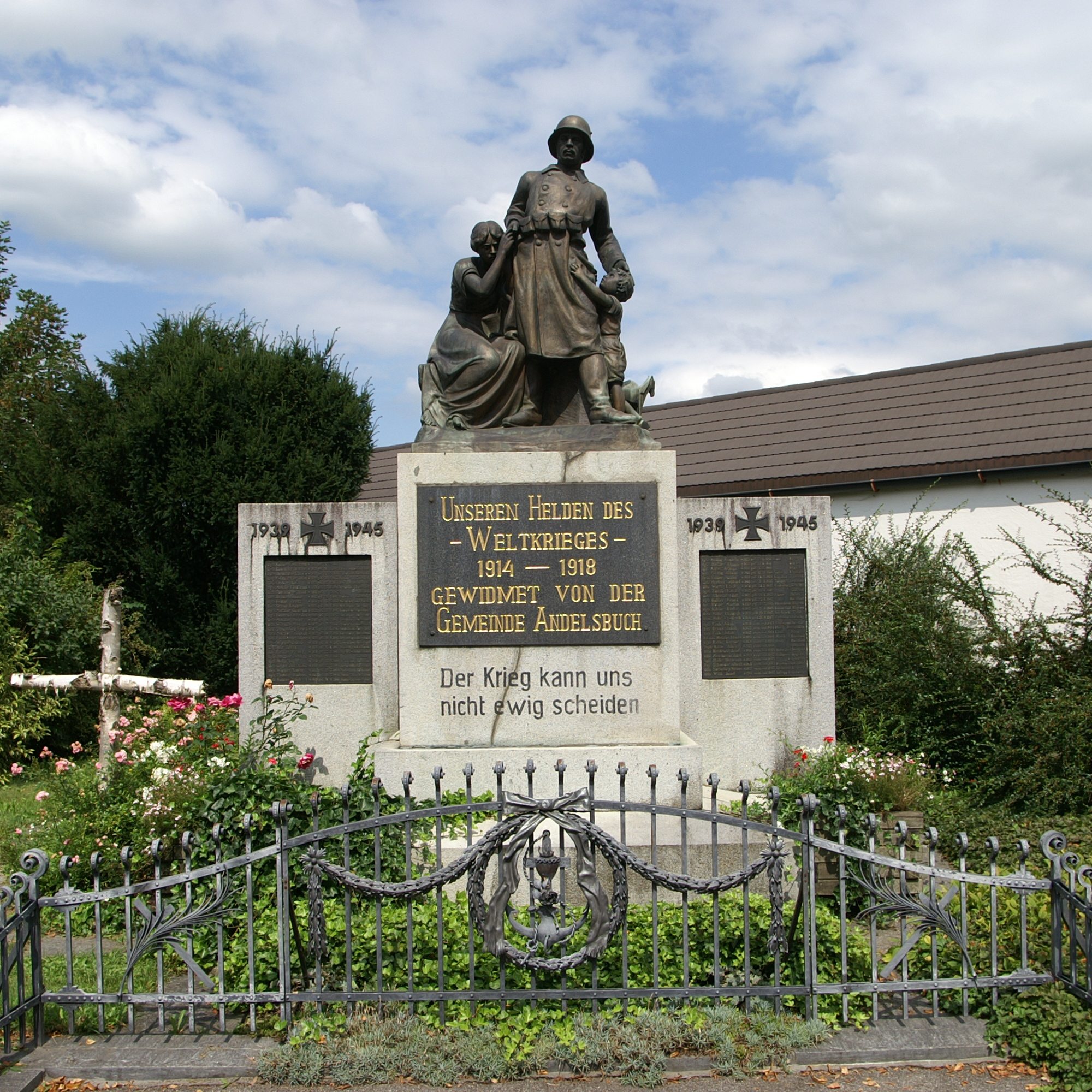
Kriegerdenkmal Andelsbuch

Das Kriegerdenkmal Andelsbuch steht am Hauptplatz vor dem Haupteingang zur Pfarrkirche in der Bregenzerwälder Gemeinde Andelsbuch. Das Denkmal steht unter Denkmalschutz (Listeneintrag).
Das Kriegerdenkmal wurde in der Zwischenkriegszeit zwischen 1918 und 1938 errichtet. Es besteht aus einem dreiteiligen erhöhten Steinsockel mit Bronzetafeln mit Inschriften. Auf der mittleren Marmortafel steht: „Unseren  Helden des Weltkrieges – 1914–1918 – gewidmet von der Gemeinde Andelsbuch“. Darunter ist zu lesen: „Der Krieg kann uns nicht ewig scheiden“. Auf der linken und rechten Tafel aus Bronze sind die Opfer in der Gemeinde des Zweiten Weltkrieges aufgelistet.
Der mittlere Steinsockel wird durch eine Bronzefigurengruppe bekrönt, die eine Frau und ein Kind darstellen, die versuchen, einen Soldaten daran zu hindern, in den Krieg zu ziehen. Die Skulptur wurde 1929 von Georg Matt geschaffen.
2012 musste das Denkmal auf Grund von Witterungseinflüssen, nachdem ein Riss im Sockel entstanden war, renoviert werden.